# Escuela Vaticana de Biblioteconomía
La Escuela Vaticana de Biblioteconomía es una escuela superior de ciencias biblioteconómicas con sede en la Ciudad del Vaticano fundada en 1934 por voluntad del papa Pío XI; este papa había sido anteriormente bibliotecario en la Biblioteca Ambrosiana y más tarde prefecto de la Biblioteca Apostólica Vaticana de la cual depende esta escuela.
La escuela tiene como objetivo capacitar al personal adecuado para ordenar y mejorar el material de la biblioteca, de acuerdo con las necesidades de una biblioteca moderna.

## Descripción e historia
El primer curso, en 1934-1935, fue inaugurado por Eugène Tisserant, entonces prefecto de la Biblioteca Apostólica Vaticana, el 13 de noviembre de 1934. En su discurso de apertura describió la misión de la escuela:

Curare quel che resta delle antiche biblioteche monastiche ed ecclesiastiche, conservare il materiale, ordinarlo, accrescerlo, descriverlo e metterlo in valore.
Cuidar lo que queda de las antiguas bibliotecas monásticas y eclesiásticas, conservar el material, ordenarlo, aumentarlo, describirlo y ponerlo en valor.
Eugène Tisserant, L’inizio del corsi, 1934, p. 2

El Papa Pío XI, al dirigirse a profesores y alumnos de la Escuela, el 11 de mayo de 1935, abrazó abiertamente dicha misión, argumentando que:

La Scuola di biblioteconomia ha proprio lo scopo di iniziare nel modo più largo, nel modo migliore, ad una tenuta, un governo, una cura dei libri che non si arresta ai libri stessi e non ha questi soltanto per oggetto, ma va anche a quello che i libri rappresentano, cioè la scienza, il culto della scienza, e della nobile fatica che intorno alla scienza si esercita.
La Escuela de Biblioteconomía tiene precisamente el objetivo de iniciar, de la manera más amplia y mejor, una gestión, un gobierno, un cuidado del libro que no se detenga en los libros mismos y no sólo los tenga como objeto, sino que también vaya a que eso representan los libros, es decir, la ciencia, el culto a la ciencia, y al noble esfuerzo que se ejerce en torno a la ciencia.
Pío XI, 11 de mayo de 1935

Tan solo unos años más tarde, el papá Pío XII, apuntaba el papel que tanto la Escuela Vaticana de Biblioteconomía como la Escuela Vaticana de Paleografía, Diplomática y Archivística ejercían como referentes:

Né ignoriamo quale sapiente e vivo impulso le vostre Scuole hanno fornito alla conservazione, all'ordinamento e al proficuo uso e consultazione degli Archivi ecclesiastici, sparsi in tutti Paesi, nelle Curie vescovili e negli Uffici parrocchiali, presso i Capitoli, gl'Istituti ecclesiastici e gli Ordini religiosi.
Tampoco ignoramos el sabio y vivo impulso que vuestras Escuelas han dado a la conservación, organización y aprovechamiento y consulta de los archivos eclesiásticos, diseminados por todos los países, en las curias episcopales y oficinas parroquiales, en los capítulos, institutos eclesiásticos y en las Órdenes religiosas.
Pío XII, 15 de junio de 1942

Había que instruir a los alumnos sobre cómo proteger y restaurar el patrimonio del libro, cómo aumentarlo, cómo aplicar una rigurosa normativa de catalogación de impresos, cómo organizar el servicio de préstamo e información bibliográfica.

### Catalogación de material impreso en la Biblioteca Vaticana
En la década 1925-1935, la Biblioteca Apostólica Vaticana, gracias a la adopción de las Normas de Catalogación, se equipó con un archivo de diccionario que se ha mantenido como una herramienta de consulta fundamental para el actual sistema de catalogación computarizada.
Para la elaboración de las fichas, en 1931 se publicaron las Normas Breves para la organización y catalogación de bibliotecas eclesiásticas, fruto del trabajo de un grupo internacional de bibliotecarios, coordinado por John Ansteinsson, bibliotecario de la Norges Tekniske Høgskole de la Universidad Noruega de Ciencia y tecnología de Trondheim. Las Normas se inspiraron en el sistema de catalogación de libros angloamericano, pero también se habían adaptado a la catalogación de material religioso: en la Biblioteca Vaticana un libro ya no estaba disponible en un día, sino en media hora.
El futuro cardenal Tisserant, que se dedicó a la sección impresa de 1930 a 1936, fue prefecto, junto al cardenal Giovanni Mercati, que era prefecto desde 1919. El cardenal bibliotecario, desde 1929 hasta su muerte en 1934, fue el jesuita Franz Ehrle. Los bibliotecarios adjuntos eran Igino Giordani, Gerardo Bruni, Carmelo Scalia y Enrico Benedetti, a los que se unían Riccardo Matta, Giuseppe Graglia y Nello Vian: todos ellos habían sido enviados a realizar prácticas en bibliotecas de Estados Unidos.

### La escuela en los primeros años
Con el fin de formar catalogadores que aplicaran y difundieran rigurosamente las Normas, nació la Escuela Vaticana de Biblioteconomía. Fueron dos cursos: "Catalogación y clasificación de libros" (profesor Igino Giordani) y "Bibliografía y ordenación general de los servicios bibliotecarios" (profesor Nello Vian).
La catalogación se ordenó por temas, con la definición de los temas propios de cada obra de libro. Las otras tareas, sobre las que se instruyó al estudiante de biblioteca, fueron la selección y compra de libros y la accesibilidad de los académicos al material del libro. El curso de un año se llevó a cabo los jueves, de noviembre a junio, en un período de cincuenta lecciones de una hora cada una y con ejercicios vespertinos. En el año académico 1938-1939 se incrementó el número de enseñanzas, la Bibliografía se convirtió en un curso independiente y se agregó el curso de Historia del libro. Las horas de clase aumentaron a setenta y cinco y los simulacros se duplicaron. Con el tiempo, llegaron nuevos maestros: Lamberto Donati, Luigi Michelini Tocci, Niccolò Del Re, Romeo De Maio, Carlo Federici y otros.
En los primeros siete años, se inscribieron 424 estudiantes, pero los graduados fueron 200, por lo tanto, menos de la mitad. En los primeros años los alumnos procedían de Italia, España y países de América Latina, de Europa continental, en particular de Francia, Alemania, Bélgica y Holanda, de América del Norte y de países eslavos. En los últimos tiempos también han llegado alumnos de países árabes y africanos y de la India, China, Corea y Vietnam. Además de los clérigos, siempre se admitía a laicos, hombres y mujeres.

### Las tres ubicaciones de la escuela
En los primeros años los alumnos se alojaban en las oficinas de la Biblioteca. El papa Pío XII inauguró la primera sede de la Escuela en 1941. A partir del curso académico 1977-1978 entró en funcionamiento un nuevo aula, con entrada desde el Cortile del Belvedere. El aula de 100 asientos tenía una vitrina para exhibir material didáctico valioso y útil (manuscritos, incunables y piezas raras, repertorios bibliográficos, objetos de museo). Los terminales estaban instalados, conectados al sistema de catalogación computarizado de la Biblioteca Vaticana; había proyectores para películas, cintas de video, diapositivas y transparencias. Paul Canart y luego el canadiense Leonard Eugène Boyle (1923-1999) dirigieron la Escuela.
En la década de los noventa se desarrollaron proyectos de vanguardia para la realización de catalogación informática. Desde 1999, solo los estudiantes con un título o diploma equivalente han sido admitidos para asistir a la Escuela. El número anual de alumnos bajó de cien a cincuenta y luego se detuvo en cuarenta y ocho. Desde el año académico 2002-2003, la Escuela tiene una nueva ubicación, en la planta baja del Palazzo San Paolo, en la Via della Conciliazione. La sala informatizada con cuarenta y ocho asientos está conectada al sistema central de la Biblioteca Vaticana. Hay dos aulas más pequeñas: una para la biblioteca profesional y la otra para albergar las tesis bibliográficas de los estudiantes.